# بوینیک (صربستان)
بوینیک (به صربی: Bojnik) یک شهرستان در صربستان است که در ناحیه یوبلانیکا واقع شده‌است. بوینیک ۲۴۲ متر بالاتر از سطح دریا واقع شده‌است.